# Tomasz Rowiński
Tomasz Rowiński (ur. 1981 w Warszawie) – polski historyk idei, publicysta i redaktor.

## Życiorys
W 2005 ukończył studia w Instytucie Stosowanych Nauk Społecznych Uniwersytetu Warszawskiego, z którym był związany do 2009 roku. W latach 2005–2008 współpracował z pismem „Res Publica Nowa”, w latach 2006–2010 pracował w Centrum Myśli Jana Pawła II w Warszawie, w tym czasie współpracował z tygodnikiem „Idziemy”. Od 2011 roku do 2014 był też sekretarzem redakcji kwartalnika „Fronda”. Był felietonistą „Tygodnika Bydgoskiego” oraz, od roku 2014 do zamknięcia pisma w roku 2020, współpracownikiem kwartalnika „Opcja na Prawo”. Od 2008 roku jest redaktorem kwartalnika „Christianitas”, w 2025 został jego redaktorem naczelnym. Od 2015 roku koordynuje wydawanie serii książkowej Biblioteka Christianitas. W styczniu 2019 zaczął współpracę z tygodnikiem „Do Rzeczy”, a od sierpnia 2020 jest członkiem zespołu tego tygodnika. W 2019 roku współpracował z tygodnikiem Instytutu Literatury „Nowy napis”. Od roku 2022 jest felietonistą kwartalnika „Homo Dei” wydawanego przez wydawnictwo warszawskiej prowincji redemptorystów, w tym samym roku dołączył także do redakcji portalu Afirmacja.info Publikował także w takich tytułach jak m.in. „Rzeczpospolita”, Tygodnik „Plus Minus”, „Tygodnik Powszechny”, „Znak”, „Polonia Christiana”, „Kultura Liberalna”, „Teologia Polityczna”, „Pressje”, „Nowa Konfederacja”. Także w tytułach zagranicznych: "L'Homme noveau", „The Catholic Herald”, St. Austin Review, echo24.cz i innych.
Jest autorem książek z wywiadami popularyzujących zagadnienia wiary i teologii, a także redaktorem wyboru publicystyki Spór o Rymkiewicza. W roku 2015 został jednym z sygnatariuszy Listu do Zgromadzenia Ogólnego Synodu ds. Rodziny przygotowanego przez Forum Środowisk Katolickich „Między Synodami”. W tym samym roku opublikował autorską książkę eseistyczną Bękarty Dantego. Szkice o zanikaniu i odradzaniu się widzialnego chrześcijaństwa. W roku 2018 ukazała się druga książka eseistyczna Królestwo nie z tego świata. O zasadach Polski katolickiej na podstawie wydarzeń nowszych i dawniejszych, która w przedmowie została zapowiedziana jako pierwsza część „trylogii polsko-rzymskiej”. Od stycznia 2019 roku jest członkiem Stowarzyszenia Świętego Benedykta Patrona Europy (ASBPE). Na wiosnę roku 2019 razem z Pawłem Milcarkiem wydał książkę Alarm dla Kościoła. Nowa reformacja? Jesienią roku 2020 ukazała się kontynuacja Alarmu dla Kościoła pod tytułem Non possumus. Niezgoda, której uczy Kościół. Jesienią 2022 roku opublikował obszerny tom zatytułowany Turbopapiestwo. O dynamice pewnego kryzysu analizujący objawy i przyczyny kryzysu urzędu papieskiego w Kościele katolickim, a także wybór eseistyki Anachroniczna nowoczesności. Szkice o cywilizacji przemocy.
Razem z Michałem Jędryką od marca 2021 roku prowadzi audycję „Wiara tworzy kulturę” w Radiu PiK. Jest autorem vloga „Swoją drogą”.
Na początku roku 2022 został nominowany do nagrody „Dobry Dziennikarz 2021”, przyznawanej przez Instytut Dyskursu i Dialogu INDID.

## Publikacje książkowe
- Zawód: egzorcysta. Wywiady z polskimi egzorcystami (rozmowy z ks. Andrzejem Grefkowiczem, ks. Marianem Piątkowskim, ks. Sławomirem Sosnowskim), Wydawnictwo M, 2011.
- Aniołowie i kosmici. Kościół wobec cywilizacji pozaziemskich (rozmowy z Jackiem Bolewskim SJ, ks. Andrzejem Dragułą, Zdzisławem Kijasem OFMConv., Dariuszem Kowalczykiem SJ, Jackiem Salijem OP, ks. Andrzejem Zwolińskim, abp Józefem Życińskim), Wydawnictwo M, 2011.
- Małżeństwo i rodzina (autor jednego z rozdziałów, red. Sławomir Zatwardnicki), Homo Dei, 2011.
- Katolicy i pieniądze (autor jednego z rozdziałów, red. Sławomir Zatwardnicki), Homo Dei, 2011.
- Czy żyjemy w czasach Apokalipsy? (rozmowy z Dariuszem Kowalczykiem SJ), Wydawnictwo M, 2012, ISBN 978-83-7595-390-9.
- Jak odzyskać wiarę? (rozmowy z ks. Mirosławem Cholewą), Wydawnictwo M, 2012, ISBN 978-83-7595-476-0.
- Spór o Rymkiewicza (redaktor tomu, autor wstępu i jednego z esejów), Wydawnictwo Fronda, 2012.
- Stworzenie czy ewolucja. Dylemat katolika (rozmowy z Michałem Chaberkiem OP), Wydawnictwo Fronda, 2013, ISBN 978-83-64095-15-3.
- Idźcie, zróbcie raban. Jak młodzi w Polsce rozumieją wezwanie Franciszka (autor jednego z rozdziałów), Wydawnictwo WAM, 2013; wyd. ang. Go and cause an uproar. How young people have understood Francis's calling, Wydawnictwo WAM, 2016.
- Czy Pan Jezus mógł się przeziębić. Rozmowy o człowieczeństwie Boga (rozmowy z Dariuszem Kowalczykiem SJ), Wydawnictwo WAM, 2015.
- Bękarty Dantego. Szkice o zanikaniu i odradzaniu się widzialnego chrześcijaństwa, Wydawnictwo Benedyktynów Tyniec, Biblioteka Christianitas, 2015.
- Społeczeństwo teologiczne. Polska teologia narodu 966-2016 (autor jednego z rozdziałów, red. Paweł Rojek), Wydawnictwo M, Biblioteka Pressji, 2016.
- Opętanie i egzorcyzmy w praktyce (autor jednego z rozdziałów), Monumen, Biblioteka Miesięcznika „Egzorcysta”, 2017.
- Myśląc z Wojtyłą… Część 2 (jako jeden z panelistów publikowanych dyskusji), Instytut Papieża Jana Pawła II, 2017.
- Rewolucja. Świat bez Boga (autor jednego z rozdziałów), Monumen, Biblioteka Miesięcznika „Egzorcysta”, 2018.
- Kamyk z procy Dawida. Jak czytać Pismo Święte (rozmowy z ks. prof. Waldemarem Chrostowskim), Wydawnictwo M, 2018.
- PL 2118 (redaktor tomu, autor wstępu i jednego z rozdziałów), Fundacja Republikańska, 2018.
- Królestwo nie z tego świata. O zasadach Polski katolickiej na podstawie wydarzeń nowszych i dawniejszych, Wydawnictwo Benedyktynów Tyniec, Biblioteka Christianitas, 2018.
- Alarm dla Kościoła. Nowa reformacja? (współautorstwo z Pawłem Milcarkiem), Wydawnictwo Demart, 2019.
- Kościół po Sekielskich. „Bramy piekielne go nie przemogą” (autor jednego z rozdziałów), Biblioteka Pch24.pl, 2019, e-book.
- Tylko prawda nas wyzwoli. Przyszłość Kościoła katolickiego w Polsce. Wywiady Tomasza Terlikowskiego (jako jeden z rozmówców autora), Wydawnictwo Fronda, 2020.
- Aby On panował. Dwadzieścia lat „Christianitas” (razem z Pawłem Milcarkiem i Piotrem Kaznowskim), Wydawnictwo Benedyktynów Tyniec, Biblioteka Christianitas, 2020.
- Non possumus. Niezgoda, której uczy Kościół (współautorstwo z Pawłem Milcarkiem), Wydawnictwo Demart, 2020.
- Jean Madiran, Dwie demokracje. Wybór pism (autor przedmowy), Wydawnictwo Dębogóra, Biblioteka Christianitas, 2020, ISBN 978-83-64964-59-6.
- Odwieczna Msza. Świadectwa (autor przedmowy, oprac. Konrad Czerski), Rosa Mystica, 2021.
- O Zbawcza Hostio (autor jednego z rozdziałów), Biblioteka Pch24.pl, 2021, e-book.
- Turbopapiestwo. O dynamice pewnego kryzysu, Wydawnictwo Dębogóra, Biblioteka Christianitas, 2022.
- Niech wasza mowa będzie: tak, tak; nie nie. Z ks. prof. Waldemarem Chrostowskim rozmawia Tomasz Rowiński, Wydawnictwo Fronda, 2022.
- Anachroniczna nowoczesność. Szkice o cywilizacji przemocy, Wydawnictwo Dębogóra, Biblioteka Christianitas, 2022.
- Ochrona życia ludzkiego na prenatalnym etapie rozwoju (autor jednego z rozdziałów, red. Jerzy Kwaśniewski i Marcin Olszówka), Wydawnictwo Naukowe Instytutu na rzecz kultury prawej Ordo Iuris, Warszawa 2023.